# Fallhöjd
Fallhöjd är höjdskillnaden mellan den högsta och lägsta punkten i ett mekaniskt system, och visar mängden potentiell energi. Begreppet används bland annat i skidåkning och vattenkraft. Fallhöjden utgör den lutande ytan mellan två punkter, på sluttande mark såsom i en skidbacke, eller ett vattendrag mellan källan och mynningen.  